# Grafmonument van Hendrik van de Wetering
Het grafmonument van Hendrik van de Wetering op de rooms-katholieke begraafplaats Sint Barbara in de Nederlandse stad Utrecht is een rijksmonument.

## Achtergrond
Hendrik van de Wetering (1850-1929) was van 1895 tot aan zijn overlijden aartsbisschop van het aartsbisdom Utrecht. 

## Beschrijving
Zijn grafmonument is in grijs graniet uitgevoerd. Hij werd door beeldhouwer Charles Eyck afgebeeld in vol ornaat in een mozaïek dat is aangebracht op de centrale, staande steen in het monument. In het mozaïek zijn linksboven een bisschopshoed en wapen afgebeeld. Van boven naar beneden is de tekst Per viam crucis gardens te lezen. Links en rechts van de staande steen is een zwarte steen geplaatst, met in reliëf in metalen letters respectievelijk Mgr. H. van de Wetering/ * 29-11-1850/ † 18-11-1929 en Aartsbisschop van Utrecht van 11-7-1895 tot 18-11-1929.

## Waardering
Het grafmonument werd in 2001 in het Monumentenregister opgenomen wegens "algemeen belang vanwege de kerkhistorische waarde. Tevens vanwege de cultuurhistorische waarde als onderdeel van de katholieke begraafplaats St. Barbara."